# Travesties
Travesties est une pièce de théâtre de Tom Stoppard créée en 1974 à l'Aldwych Theatre de Londres.

## Argument
La pièce se déroule à Zurich pendant la Première Guerre mondiale. À cette époque, trois personnalités notables vivent dans la ville : James Joyce, Lénine et Tristan Tzara. L'intrigue tourne autour Wilfred Carr, un officiel du consulat britannique (évoqué dans Ulysse de James Joyce), qui se souvient de ces trois figures influentes.

## Distinctions
- Tony Awards 1976[1] : 
  - Tony Award de la meilleure pièce
  - Tony Award du meilleur acteur dans une pièce pour John Wood

## Adaptations
La pièce a été adaptée en téléfilm en 1978 par Hans Lietzau et Hans W. Reichel.